# Piaskolec
Piaskolec (Gonorynchus gonorynchus) – gatunek morskiej ryby piaskolcokształtnej z rodziny piaskolcowatych (Gonorynchidae). Gatunek typowy rodzaju Gonorynchus.

## Zasięg występowania
Południowo-zachodnia część Oceanu Indyjskiego i zachodni Ocean Spokojny. Sporadycznie spotykany jest w południowo-wschodnim Atlantyku, w okolicach Wyspy Świętej Heleny.
Najczęściej występuje nad piaszczystym dnem wzdłuż linii brzegowej, na głębokościach do 200 m, zwykle pomiędzy 70 a 160 m.

## Cechy morfologiczne
Ciało smukłe, wydłużone, cylindryczne, pokryte bardzo małą, ktenoidalną łuską. Pysk ostro zakończony, wysunięty. Przed otworem gębowym położony jest pojedynczy wąsik. Płetwa grzbietowa lekko wcięta, przesunięta daleko ku nasadzie ogona. Nasada płetwy brzusznej leży tuż przed, a nasada płetwy odbytowej rozpoczyna się za nasadą płetwy grzbietowej. Pęcherz pławny nie występuje. Ubarwienie grzbietu szaroniebieskie. Boki ciała srebrzyste, zaróżowione u dołu. Przednia część płetwy odbytowej i końcówki płetwy ogonowej pomarańczowe lub różowe.
Maksymalna długość ciała nie przekracza 60 cm. Przeciętnie dorasta do 40 cm.

## Biologia i ekologia
Prowadzi nocny tryb życia. W dzień zakopuje się w piasku lub mule. Żywi się dennymi bezkręgowcami.

## Znaczenie gospodarcze
Gatunek o niewielkim znaczeniu gospodarczym, poławiany w rybołówstwie jako niewielki przyłów we włokach dennych. Mięso ościste i chude, niewielkiej wartości. Sprzedawane świeże.